# イターラ
イターラ（イタリア語: Itala）は、イタリア共和国シチリア州メッシーナ県にある、人口約1,500人の基礎自治体（コムーネ）。

## 地理

### 位置・広がり
メッシーナ県のコムーネ。県都メッシーナから南南西へ19kmの距離にある。

#### 隣接コムーネ
隣接するコムーネは以下の通り。
- アリ
- アリ・テルメ
- フィウメディニージ
- メッシーナ
- スカレッタ・ザンクレーア

## 行政

### 分離集落
以下の分離集落（フラツィオーネ）がある。
- Marina di Itàla, Casalello, Borgo, Mannello, Quartiere del Medico(anche detto Quartarello), Croce